# ジェイソン・キプニス
ジェイソン・マイケル・キプニス（Jason Michael Kipnis, 1987年4月3日 - ）は、アメリカ合衆国イリノイ州クック郡ノースブルック出身の元プロ野球選手（二塁手、外野手）。右投左打。愛称はキップ（Kip）。

## 経歴

### プロ入り前

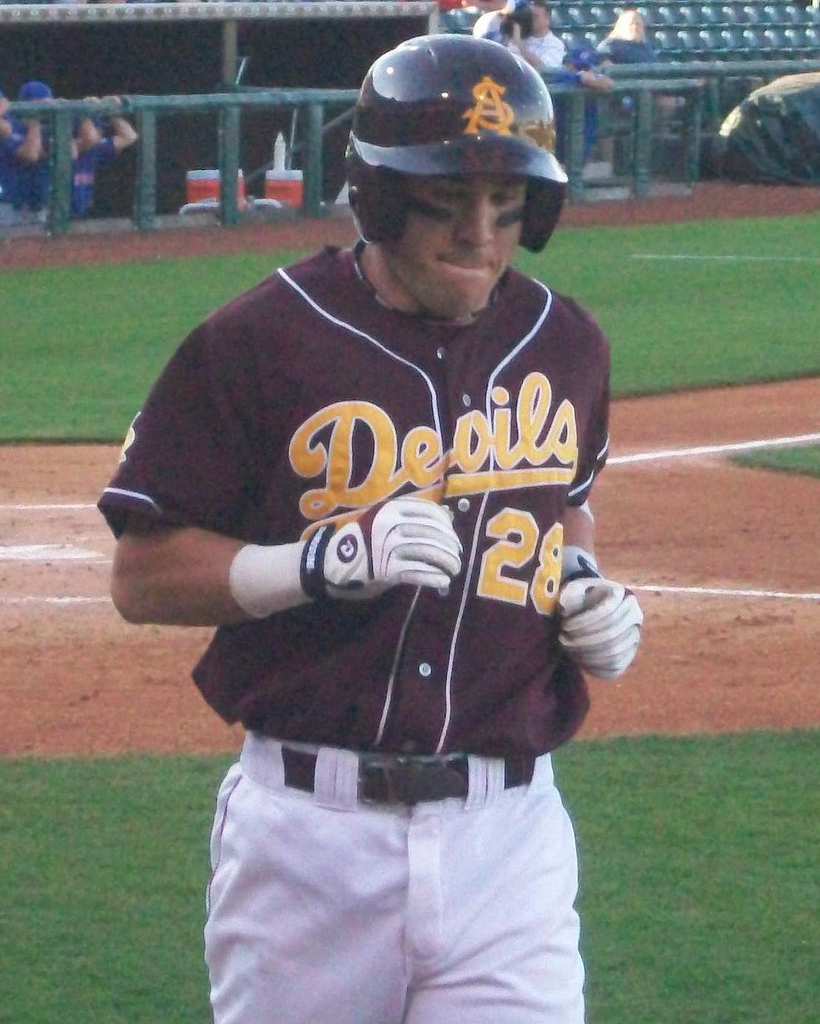
アリゾナ州立大学時代（2009年）

高校卒業後はケンタッキー大学に進学し、2008年からアリゾナ州立大学に移った。同年のMLBドラフト4巡目（全体135位）でサンディエゴ・パドレスから指名されたが、この時は契約せずに大学に残った。

### プロ入りとインディアンス時代
2009年のMLBドラフト2巡目（全体63位）でクリーブランド・インディアンスから指名され、57万5000ドルの契約金で入団した。
2010年には、外野手から二塁手に転向した。A+級キンストン・インディアンスとAA級アクロン・エアロズで打率.307、16本塁打、74打点、OPS.878を記録。オフにはインディアンスの最優秀マイナー選手に選ばれると共に、「ベースボール・アメリカ」誌から球団内でロニー・チゼンホール、アレックス・ホワイトに次ぐ3位、全体では54位の有望株に選ばれた。
2011年はAAA級コロンバス・クリッパーズからスタート。7月のオールスター・フューチャーズゲームではフリオ・テヘランから先頭打者本塁打を放った。7月22日のシカゴ・ホワイトソックス戦でメジャーデビュー。8月14日に右ハムストリングを痛めて故障者リストに入ったが、9月6日に復帰。最終的な成績は36試合の出場で打率.272、7本塁打、19打点、出塁率.333を記録した。
2012年は正二塁手として152試合に出場。打率.257、14本塁打、76打点、31盗塁という成績をマークし、攻撃と走塁の両面でチームに貢献した。
2013年は6月に打率.419（93打数39安打）、4本塁打、25打点、OPS1.216で初のプレイヤー・オブ・ザ・マンスを受賞。初めてオールスターに選ばれ、クレイグ・キンブレルから打点を挙げた。レギュラーシーズンでは、打撃3部門でいずれも前年を上回る成績を残した。走塁面でも2年連続30盗塁以上を決めた。一方、三振数も143と大幅に増加した。
2014年4月4日にインディアンスと総額5250万ドルの6年契約（2020年の球団オプション付き）に合意した。3年連続で規定打席に達したが、前年とは打って変わり、打撃3部門の数字を下げた。オフの12月17日に左指の手術を受ける事が発表された。
2015年は5月に打率.429（119打数51安打）、4本塁打、17打点、OPS1.217で2度目のプレイヤー・オブ・ザ・マンスを受賞し、初の月間50安打を達成した。7月にはオールスターのメンバーに選出された。141試合の出場で打率.303（リーグ7位）、9本塁打、52打点を記録した。
2016年は自己最多の156試合に出場し、打率.275、キャリアハイとなる23本塁打、82打点、15盗塁を記録したが、ボストン・レッドソックスとのディビジョンシリーズでは、5試合でソロ本塁打1本のみに留まり、打率.053と活躍出来なかった。続くトロント・ブルージェイズとのリーグチャンピオンシップシリーズでは、3試合で打率.364、1本塁打、3打点を記録し、チームのリーグ優勝に貢献した。
2017年は右肩及び右ハムストリングの故障のため、90試合の出場に留まった。
2018年は147試合に出場したが、打率.230と低調な成績に終わった。
2019年は121試合の出場で打率.245、17本塁打、65打点に留まり、オフの10月31日にFAとなった。

### カブス時代
2020年2月11日にシカゴ・カブスとマイナー契約を結んでスプリングトレーニングに招待選手として参加することになったと報じられ、18日に正式公示された。7月17日にメジャー契約を結んで40人枠入りした。この年は44試合の出場で打率.237、3本塁打、16打点を記録。オフの10月28日にFAとなった。

### ブレーブス傘下時代
2021年2月15日にアトランタ・ブレーブスとマイナー契約を結び、スプリングトレーニングに招待選手として参加することになった。開幕はAAA級グウィネット・ストライパーズで迎え、シーズン59試合に出場したが、メジャー昇格の機会はなくオフの11月11日にFAとなった。
2022年は無所属だった。
2023年2月20日に現役引退を発表した。

## 選手としての特徴
メジャーデビュー当初は外野手から二塁手へ転向してまだ日が浅いことから、エラーの多さや併殺処理などに改善の余地があるが、身体能力は優れているため、将来的には少なくともメジャー平均レベルまでは達すると予想されていた。メジャー1年目は36試合で6失策したが、2年目は146試合で同じ6失策にとどめ、リーグ最多の440補殺を記録。UZRもリーグ最高値を記録するなど、すぐに名二塁手となった。

## 詳細情報

### 年度別打撃成績
| 年 度     | 球 団     | 試 合 | 打 席 | 打 数 | 得 点 | 安 打 | 二 塁 打 | 三 塁 打 | 本 塁 打 | 塁 打 | 打 点 | 盗 塁 | 盗 塁 死 | 犠 打 | 犠 飛 | 四 球 | 敬 遠 | 死 球 | 三 振 | 併 殺 打 | 打 率 | 出 塁 率 | 長 打 率 | O P S |
| --------- | --------- | ----- | ----- | ----- | ----- | ----- | -------- | -------- | -------- | ----- | ----- | ----- | -------- | ----- | ----- | ----- | ----- | ----- | ----- | -------- | ----- | -------- | -------- | ----- |
| 2011      | CLE       | 36    | 150   | 136   | 24    | 37    | 9        | 1        | 7        | 69    | 19    | 5     | 0        | 0     | 1     | 11    | 0     | 2     | 34    | 0        | .272  | .333     | .507     | .841  |
| 2012      | CLE       | 152   | 672   | 591   | 86    | 152   | 22       | 4        | 14       | 224   | 76    | 31    | 7        | 3     | 6     | 67    | 2     | 5     | 109   | 12       | .257  | .335     | .379     | .714  |
| 2013      | CLE       | 149   | 658   | 564   | 86    | 160   | 36       | 4        | 17       | 255   | 84    | 30    | 7        | 5     | 10    | 76    | 3     | 3     | 143   | 10       | .284  | .366     | .452     | .818  |
| 2014      | CLE       | 129   | 555   | 500   | 61    | 120   | 25       | 1        | 6        | 165   | 41    | 22    | 3        | 1     | 2     | 50    | 2     | 2     | 100   | 15       | .240  | .310     | .330     | .640  |
| 2015      | CLE       | 141   | 641   | 565   | 86    | 171   | 43       | 7        | 9        | 255   | 52    | 12    | 8        | 4     | 6     | 57    | 6     | 9     | 107   | 5        | .303  | .372     | .451     | .823  |
| 2016      | CLE       | 156   | 688   | 610   | 91    | 168   | 41       | 4        | 23       | 286   | 82    | 15    | 3        | 5     | 7     | 60    | 0     | 6     | 146   | 21       | .268  | .343     | .469     | .811  |
| 2017      | CLE       | 90    | 373   | 336   | 43    | 78    | 25       | 0        | 12       | 139   | 35    | 6     | 2        | 2     | 5     | 28    | 0     | 2     | 71    | 0        | .232  | .291     | .414     | .705  |
| 2018      | CLE       | 147   | 601   | 530   | 65    | 122   | 28       | 1        | 18       | 206   | 75    | 7     | 1        | 1     | 3     | 60    | 1     | 7     | 112   | 5        | .230  | .315     | .389     | .704  |
| 2019      | CLE       | 121   | 511   | 458   | 52    | 112   | 23       | 1        | 17       | 188   | 65    | 7     | 2        | 5     | 6     | 40    | 2     | 2     | 88    | 7        | .245  | .304     | .410     | .715  |
| 2020      | CHC       | 44    | 135   | 114   | 13    | 27    | 8        | 1        | 3        | 46    | 16    | 1     | 0        | 0     | 2     | 18    | 0     | 1     | 41    | 1        | .237  | .341     | .404     | .744  |
| MLB：10年 | MLB：10年 | 1165  | 4984  | 4404  | 607   | 1147  | 260      | 24       | 126      | 1833  | 545   | 136   | 33       | 26    | 48    | 467   | 16    | 39    | 951   | 76       | .260  | .333     | .416     | .750  |

### 年度別守備成績
内野守備
| 年 度 | 球 団 | 一塁（1B） | 一塁（1B） | 一塁（1B） | 一塁（1B） | 一塁（1B） | 一塁（1B） | 二塁（2B） | 二塁（2B） | 二塁（2B） | 二塁（2B） | 二塁（2B） | 二塁（2B） |
| 年 度 | 球 団 | 試 合      | 刺 殺      | 補 殺      | 失 策      | 併 殺      | 守 備 率   | 試 合      | 刺 殺      | 補 殺      | 失 策      | 併 殺      | 守 備 率   |
| ----- | ----- | ---------- | ---------- | ---------- | ---------- | ---------- | ---------- | ---------- | ---------- | ---------- | ---------- | ---------- | ---------- |
| 2011  | CLE   | -          | -          | -          | -          | -          | -          | 36         | 58         | 100        | 6          | 16         | .963       |
| 2012  | CLE   | -          | -          | -          | -          | -          | -          | 146        | 241        | 440        | 6          | 94         | .991       |
| 2013  | CLE   | -          | -          | -          | -          | -          | -          | 147        | 242        | 395        | 12         | 91         | .982       |
| 2014  | CLE   | -          | -          | -          | -          | -          | -          | 123        | 181        | 347        | 6          | 63         | .989       |
| 2015  | CLE   | -          | -          | -          | -          | -          | -          | 124        | 203        | 311        | 7          | 69         | .987       |
| 2016  | CLE   | -          | -          | -          | -          | -          | -          | 151        | 198        | 422        | 12         | 70         | .981       |
| 2017  | CLE   | -          | -          | -          | -          | -          | -          | 75         | 107        | 171        | 7          | 41         | .975       |
| 2018  | CLE   | -          | -          | -          | -          | -          | -          | 131        | 175        | 308        | 9          | 68         | .982       |
| 2019  | CLE   | -          | -          | -          | -          | -          | -          | 117        | 150        | 253        | 4          | 51         | .990       |
| 2020  | CHC   | 1          | 6          | 0          | 0          | 1          | 1.000      | 36         | 29         | 75         | 3          | 12         | .972       |
| MLB   | MLB   | 1          | 6          | 0          | 0          | 1          | 1.000      | 1086       | 1584       | 2822       | 72         | 575        | .984       |

中堅守備
| 年 度 | 球 団 | 中堅（CF） | 中堅（CF） | 中堅（CF） | 中堅（CF） | 中堅（CF） | 中堅（CF） |
| 年 度 | 球 団 | 試 合      | 刺 殺      | 補 殺      | 失 策      | 併 殺      | 守 備 率   |
| ----- | ----- | ---------- | ---------- | ---------- | ---------- | ---------- | ---------- |
| 2017  | CLE   | 11         | 14         | 0          | 0          | 0          | 1.000      |
| 2018  | CLE   | 14         | 16         | 0          | 0          | 0          | 1.000      |
| MLB   | MLB   | 25         | 30         | 0          | 0          | 0          | 1.000      |

- 各年度の太字はリーグ最高

### 表彰
- プレイヤー・オブ・ザ・マンス：2回（2013年6月、2015年5月）

### 記録
MiLB
- オールスター・フューチャーズゲーム選出：1回（2011年）

MLB
- オールスターゲーム選出：2回（2013年、2015年）

### 背番号
- 22（2011年 - 2019年）
- 27（2020年）